# Die fröhlichen Leiden dreier Reisender in Skandinavien

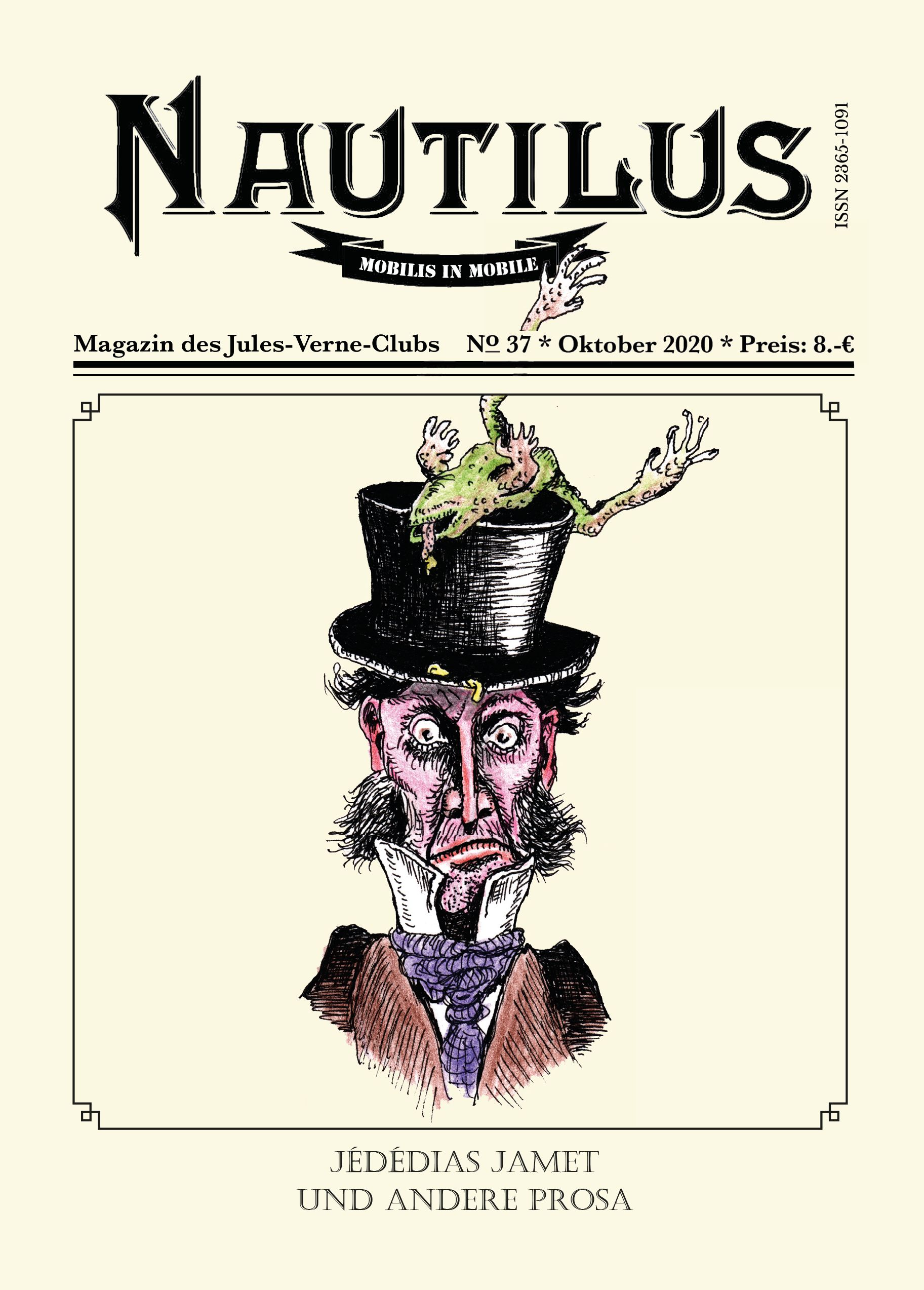
Die Nautilus Nr. 37 (Oktober 2020, Jules-Verne-Club) enthält eine deutsche Übersetzung

Die fröhlichen Leiden dreier Reisender in Skandinavien (Originaltitel: Joyeuses Misères de trois voyageurs en Scandinavie) ist ein Romanfragment des französischen Schriftstellers Jules Verne aus dem Jahre 1861. Ein Faksimile des Texts wurde 2003 in der Sonderausgabe der Zeitschrift Geo unter dem Titel Jules Verne, l’Odyssée de la Terre veröffentlicht.
Das Fragment, das nur zwölf Manuskriptseiten umfasst, stellt zusammen mit dem vorausgegangenen Roman Reise mit Hindernissen nach England und Schottland einen wichtigen Schritt bei der Entwicklung der von Jules Verne begründeten Gattung des wissenschaftlichen Reiseromans dar. Der Text entstand anlässlich einer Reise nach Skandinavien, die Verne 1861 mit zwei seiner besten Freunde unternommen hatte, dem Musiker Aristide Hignard und Émile Lorois, einem französischen Abgeordneten und Anwalt.

## Handlung
Verne beschreibt auf humorvolle Weise sein Fernweh, die Probleme bei der Auswahl guter Reisebegleiter und seine Vorbereitungen zur Reise. Der Text endet mit der Abreise der drei Freunde.

## Bibliografie
- Piero Gondolo della Riva: Du nouveau sur Jules Verne grâce à un manuscrit inédit et inconnu. In: Revue Jules Verne 3, Centre international Jules-Verne 1997, S. 125–128.
- Jules Verne: Die fröhlichen Leiden dreier Reisender in Skandinavien (Übers. Meiko Richert). In: Nautilus Nr. 37, Jules-Verne-Club, Bremerhaven 2020, S. 81–103, ISSN 2365-1091.